# Ian McKellen
Sir Ian Murray McKellen (* 25. května 1939, Burnley, Lancashire, Anglie, Spojené království) je britský herec, držitel Ceny Tony a dvou oscarových nominací. Jeho asi nejznámějšími filmovými rolemi se stal čaroděj Gandalf (Pán prstenů a Hobit), Magneto (X-Men) a Sir Leigh Teabing (Šifra mistra Leonarda).

## Život a kariéra
Ian McKellen hrával jako divadelní herec, především v hrách Williama Shakespeara. Okolo roku 2000 mu byly nabídnuty jeho nejvýznamnější role, přičemž roli Gandalfa měl původně natáčet Skot Sean Connery, ten ji však odmítl a filmaři si McKellena vyhlédli krátce před začátkem natáčení. I když neznal předlohu k filmu, mezi scénami si četl knihu a všichni kritici se svorně domnívají, že svou roli zahrál a pochopil skvěle [zdroj?] a vynesla mu nominaci na Oscara. Hraje i v další filmové trilogii podle knižní předlohy Hobit aneb cesta tam a zase zpátky od J. R. R. Tolkiena, jejíž první díl Hobit: Neočekávaná cesta měl premiéru v roce 2012.
Je otevřeným gayem a jedním z předních britských aktivistů, zasazujících se za rovná práva sexuálních menšin. Hlásí se také k vegetariánství.
Od roku 2005 herec bojuje s nemocí - rakovinou prostaty. Onemocnění však bylo dle sdělení lékařů podchyceno včas, probíhají pouze pravidelné kontroly, zda se zhoubné buňky nešíří dále.

## Filmografie

### Film
| Rok  | Název                             | Role                                  | Poznámky                                                                    |
| ---- | --------------------------------- | ------------------------------------- | --------------------------------------------------------------------------- |
| 1969 | The Promise                       | Leonidik                              |                                                                             |
| 1969 | Alfréd Veliký                     | Roger                                 |                                                                             |
| 1969 | Dotek lásky                       | George Matthews                       |                                                                             |
| 1981 | Velekněz lásky                    | D. H. Lawrence                        |                                                                             |
| 1983 | Pevnost                           | Dr. Theodore Cuza                     |                                                                             |
| 1985 | Víc než dost                      | Sir Andrew Charleson                  |                                                                             |
| 1985 | Zina                              | Arthur Kronfeld                       |                                                                             |
| 1989 | Aféra Profumo                     | John Profumo                          |                                                                             |
| 1990 | Othello                           | Iago                                  |                                                                             |
| 1993 | Šest stupňů odloučení             | Geoffrey Miller                       |                                                                             |
| 1993 | Malá pistolnice Jo                | Percy Corcoran                        |                                                                             |
| 1993 | Poslední akční hrdina             | Smrt                                  |                                                                             |
| 1994 | To Die For                        | vypravěč (hlas)                       |                                                                             |
| 1994 | Muž stínu                         | Dr. Reinhardt Lane                    |                                                                             |
| 1994 | Princezna                         | John Earl McAlpine                    |                                                                             |
| 1995 | Čas smyslnosti                    | Will Gates                            |                                                                             |
| 1995 | Richard III.                      | Richard III.                          | také scenárista a výkonný producent                                         |
| 1995 | Jack a Sarah                      | William                               |                                                                             |
| 1997 | Zrozeni z moře                    | Dr. James Kennedy                     |                                                                             |
| 1997 | Bent                              | Strýc Freddie                         |                                                                             |
| 1998 | Bohové a monstra                  | James Whale                           | nominace – Oscar v kategorii nejlepší mužský herecký výkon v hlavní roli    |
| 1998 | Nadaný žák                        | Kurt Dussander                        |                                                                             |
| 2000 | X-Men                             | Erik Lehnsherr / Magneto              |                                                                             |
| 2001 | Pán prstenů: Společenstvo Prstenu | Gandalf                               | nominace – Oscar v kategorii nejlepší mužský herecký výkon ve vedlejší roli |
| 2002 | Pán prstenů: Dvě věže             | Gandalf                               |                                                                             |
| 2003 | X-Men 2                           | Erik Lehnsherr / Magneto              | nominace – Teen Choice Award v kategorii nejlepší filmový zloduch           |
| 2003 | Emile                             | Emile                                 |                                                                             |
| 2003 | Pán prstenů: Návrat krále         | Gandalf                               |                                                                             |
| 2004 | Eighteen                          | Starší Jason Anders (hlas)            |                                                                             |
| 2005 | Tam, kde jsem nikdy nebyl         | Gabriel Finch                         |                                                                             |
| 2005 | Ústav                             | Dr. Peter Cleave                      |                                                                             |
| 2005 | Kouzelný kolotoč                  | Zebedee                               |                                                                             |
| 2006 | Spláchnutej                       | Žabák (hlas)                          |                                                                             |
| 2006 | Šifra mistra Leonarda             | Sir Leigh Teabing                     | nominace – Teen Choice Award v kategorii nejlepší filmový zloduch           |
| 2006 | X-Men: Poslední vzdor             | Erik Lehnsherr / Magneto              | nominace – Teen Choice Award v kategorii nejlepší filmový zloduch           |
| 2007 | Hvězdný prach                     | vypravěč (hlas)                       |                                                                             |
| 2007 | Zlatý kompas                      | Iorek Byrnison (hlas)                 |                                                                             |
| 2012 | Hobit: Neočekávaná cesta          | Gandalf                               |                                                                             |
| 2013 | Wolverine                         | Erik Lehnsherr / Magneto              |                                                                             |
| 2013 | Hobit: Šmakova dračí poušť        | Gandalf                               |                                                                             |
| 2014 | Miss in Her Teens                 | Prolog                                |                                                                             |
| 2014 | X-Men: Budoucí minulost           | Erik Lehnsherr / Magneto (budoucnost) |                                                                             |
| 2014 | Hobit: Bitva pěti armád           | Gandalf                               |                                                                             |
| 2015 | Mr. Holmes                        | Sherlock Holmes                       |                                                                             |
| 2017 | Kráska a zvíře                    | Hodiny (hlas)                         |                                                                             |
| 2017 | Křupaví mazlíčci                  | Horatio P. Huntington (hlas)          |                                                                             |
| 2018 | Vše je pravdivé                   | Henry Wriothesley                     |                                                                             |
| 2019 | Dokonalá lež                      | Roy Courtnay                          |                                                                             |
| 2019 | Cats                              | Gus                                   |                                                                             |
| 2021 | Infinitum: Subject Unknown        | Dr. Charles Marland-White             |                                                                             |
| 2023 | The One Note Man                  | Vypravěč                              |                                                                             |
| 2023 | The Critic                        | Jimmy Erskine                         |                                                                             |
| 2024 | Dragfox                           | Lišák Gingersnap                      |                                                                             |
| 2026 | Avengers: Doomsday                | Erik Lehnsherr / Magneto              |                                                                             |

### Televize
| Rok       | Název                               | Role                           | Poznámky                                          |
| --------- | ----------------------------------- | ------------------------------ | ------------------------------------------------- |
| 1964      | The Indian Tales of Rudyard Kipling | Plowden                        | díl: „The Tomb of His Ancestors“                  |
| 1965      | Sunday Out of Season                | Victor Leech                   | TV film                                           |
| 1965      | The Wednesday Play                  | Vlk                            | díl: „The Trial and Torture of Sir John Rampayne“ |
| 1966      | David Copperfield                   | David Copperfield              | 9 dílů                                            |
| 1970      | Solo                                | John Keats                     | díl: „Ian McKellen as John Keats“                 |
| 1972      | Country Matters                     | David Masterman                | díl: „Craven Arms“                                |
| 1978      | Jackanory                           | čtenář                         | 5 dílů                                            |
| 1980      | Armchair Thriller                   | Anthony Skipling               | díl: „Dying Day“                                  |
| 1981      | Pillar of Fire                      | vypravěč                       | dokument                                          |
| 1982      | Znamení květiny                     | Paul Chauvelin                 | TV film                                           |
| 1982      | Walter                              | Walter                         | TV film                                           |
| 1983      | Walter and June                     | Walter                         | TV film                                           |
| 1988      | Větrné mlýny bohů                   | Předseda                       | 2 díly                                            |
| 1989      | Countdown to War                    | Adolf Hitler                   | TV film                                           |
| 1993      | A kapela hrála dál                  | Bill Kraus                     | TV film                                           |
| 1995      | Farma Cold Comfort                  | Amos Starkadder                | TV film                                           |
| 1996      | Rasputin                            | Nicholas II                    | TV film                                           |
| 1999      | David Copperfield                   | Pan Creakle                    | 2 díly                                            |
| 2003      | Simpsonovi                          | Sám sebe (hlas)                | díl: „Obtěžoval jsem anglickou královnu“          |
| 2005      | Coronation Street                   | Mel Hutchwright/Lionel Hipkiss | 10 dílů                                           |
| 2006      | Komparz                             | Sám sebe                       | díl: „Sir Ian McKellen“                           |
| 2008      | King Lear                           | Král Lear                      | TV film                                           |
| 2009      | Vězeň                               | Číslo 2                        | 6 dílů                                            |
| 2012      | Pán času                            | Skvělá inteligence (hlas)      | díl: „Sněhulák“                                   |
| 2013–2016 | Jízlivě tvůj                        | Freddie Thornhill              | 14 dílů                                           |
| 2015      | Garderobiér                         | Norman                         | TV film                                           |
| 2018      | Griffinovi                          | Dr. Cecil Pritchfield (hlas)   | díl: „Send in Stewie, Please“                     |

### Divadlo
| Rok       | Název                                                             | Role                                  | Poznámky                                                           |
| --------- | ----------------------------------------------------------------- | ------------------------------------- | ------------------------------------------------------------------ |
| 1964      | A Scent of Flowers                                                | Godrey                                | Duke of York's Theatre                                             |
| 1965      | Mnoho povyku pro nic                                              | Claudio                               | Národní divadlo LondýnOld Vic                                      |
| 1965      | Armstrong's Last Goodnight                                        | Evangelista                           | Národní divadlo LondýnChichester Festival Theatre                  |
| 1965      | Trelawny of the 'Wells'                                           | Kapitán de Foenix                     | Národní divadlo LondýnChichester Festival Theatre                  |
| 1966      | The Man of Destiny / O'Flaherty V.C.                              | Desátník Napoleon / Vojín O'Flaherty  | Mermaid Theatre                                                    |
| 1966      | A Lily in Little India                                            | Alvin Hanker                          | Hampstead Theatre                                                  |
| 1966      | Their Very Own and Golden City                                    | Andrew Cobham                         | Mermaid Theatre                                                    |
| 1967      | The Promise                                                       | Leonidik                              | Fortune Theatre Henry Miller's Theatre                             |
| 1968      | The White Liars / Black Comedy                                    | Tom / Harold Gorringe                 | Lyric Theatre                                                      |
| 1968–70   | Richard II.                                                       | Richard II.                           | Britské turné                                                      |
| 1969      | The Bacchae                                                       | Pentheus                              | Liverpool Playhouse                                                |
| 1969      | Nejlepší léta slečny Jean Brodieové                               | Director                              | také režisér Liverpool Playhouse                                   |
| 1969      | Three Months Gone                                                 | —                                     | režisér Liverpool Playhouse                                        |
| 1969–70   | Edvard II.                                                        | Eduard II.                            | Britské a evropské turné                                           |
| 1970      | Billy's Last Stand                                                | Darkly                                | Divadlo Royal Court                                                |
| 1970      | The Recruiting Officer                                            | Kapitán Plume                         | Britské turné                                                      |
| 1970      | Chips with Everything                                             | desátník Hill                         | Britské turné                                                      |
| 1971      | Hamlet                                                            | Princ Hamlet                          | Britské a evropské turné                                           |
| 1971      | The Swan Song                                                     | Svetlovidov                           | Crucible Theatre                                                   |
| 1972      | The Real Inspector Hound                                          | —                                     | režisér Phoenix Theatre                                            |
| 1972      | The Erpingham Camp                                                | —                                     | režisér Watford Palace Theatre                                     |
| 1972      | Ruling the Roost /Tis Pity She's a Whore / The Three Arrows       | Page-boy / Giovanni / Princ Yoremitsu | Britské turné                                                      |
| 1973      | A Private Matter                                                  | —                                     | režisér Vaudeville Theatre                                         |
| 1973–74   | The Way of the World / The Wood Demon / King Lear                 | Lokaj Lady Wishfortové Kruschov Edgar | Britské turné Brooklyn Academy of Music                            |
| 1974      | Tis Pity She's a Whore                                            | Giovanni                              | New Wimbledon Theatre                                              |
| 1974      | Doktor Faustus                                                    | Dr. Faustus                           | Edinburgh Festival Aldwych Theatre                                 |
| 1974      | The Marquis of Keith                                              | The Marquis of Keith                  | Aldwych Theatre                                                    |
| 1975      | King John                                                         | Král John                             | Aldwych Theatre                                                    |
| 1975      | Tajný sňatek                                                      | —                                     | režisér Savoy Theatre                                              |
| 1975      | Ashes                                                             | Colin                                 | Young Vic                                                          |
| 1975      | Too True to Be Good                                               | Aubrey "Popsy" Bagot                  | Royal Shakespeare Theatre Aldwych Theatre Globe Theatre            |
| 1976–77   | Romeo a Juliet                                                    | Romeo                                 | Royal Shakespeare Theatre Aldwych Theatre Theatre Royal, Newcastle |
| 1976      | Zimní pohádka                                                     | Král Leontes                          | Royal Shakespeare Theatre                                          |
| 1976–78   | Macbeth                                                           | Macbeth                               | Royal Shakespeare Theatre Young Vic Donmar Warehouse               |
| 1977–78   | The Alchemist                                                     | Face                                  | Royal Shakespeare Theatre Aldwych Theatre                          |
| 1977      | Every Good Boy Deserves Favour                                    | Alexander                             | Barbican Arts Centre                                               |
| 1977      | Pillars of the Community                                          | Karsten Bernick                       | Aldwych Theatre                                                    |
| 1977      | The Days of the Commune                                           | Langevin                              | Aldwych Theatre                                                    |
| 1978      | A Miserable and Lonely Death                                      | Kentridge                             | Aldwych Theatre                                                    |
| 1978–79   | Večer tříkrálový aneb Cokoli chcete / Three Sisters               | Sir Toby Belch / Andrei               | také producent Britské turné                                       |
| 1979      | Bent                                                              | Max                                   | Národní divadlo Londýn Criterion Theatre                           |
| 1980–90   | Acting Shakespeare                                                | Sám sebe                              | Světové turné                                                      |
| 1980–81   | Amadeus                                                           | Salieri                               | Broadhurst Theatre                                                 |
| 1982      | Every Good Boy Deserves Favour                                    | Alexander                             | Barbican Arts Centre                                               |
| 1983      | Short List                                                        | Terry                                 | Hampstead Theatre                                                  |
| 1983      | Cowardice                                                         | Boy                                   | Ambassadors Theatre                                                |
| 1984      | Venice Preserv'd                                                  | Pierre                                | Národní divadlo Londýn                                             |
| 1984      | Wild Honey                                                        | Michael Platonov                      | Národní divadlo Londýn                                             |
| 1984      | Coriolanus                                                        | Gaius Marcius Coriolanus              | Národní divadlo Londýn                                             |
| 1985      | The Duchess of Malfi                                              | Bosola                                | Národní divadlo Londýn                                             |
| 1985      | The Real Inspector Hound / The Critic                             | Inspektor Hound / Pan Puff            | Národní divadlo Londýn                                             |
| 1985      | The Cherry Orchard                                                | Lopakhin                              | Národní divadlo Londýn                                             |
| 1986–87   | Wild Honey                                                        | Michael Platonov                      | August Wilson Theatre                                              |
| 1988–89   | Henceforward...                                                   | Jerome                                | Vaudeville Theatre                                                 |
| 1989      | Othello                                                           | Iago                                  | Royal Shakespeare Theatre Young Vic                                |
| 1990–92   | Richard III.                                                      | Richard III.                          | Světové turné                                                      |
| 1992      | Strýček Váňa                                                      | Strýček Váňa                          | Národní divadlo Londýn                                             |
| 1993–97   | A Knight Out                                                      | Sám sebe                              | Britské a americké turné                                           |
| 1997-98   | Nepřítel lidu                                                     | Dr. Tomas Stockmann                   | Národní divadlo LondýnAhmanson Theatre                             |
| 1997      | Peter Pan                                                         | Pan Darling/Kapitán Hook              | Národní divadlo Londýn                                             |
| 1998      | Present Laughter                                                  | Garry Essendine                       | West Yorkshire Playhouse                                           |
| 2001–2004 | Dance of Death                                                    | Edgar                                 | Broadhurst Theatre Lyric Theatre Sydney Arts Festival              |
| 2004, 05  | Aladdin                                                           | Widow Twankie                         | The Old Vic                                                        |
| 2006      | The Cut                                                           | Max                                   | Donmar Warehouse                                                   |
| 2007–08   | King Lear                                                         | Lear                                  | Stratford nad AvonouBrooklyn Academy of MusicNew London Theatre    |
| 2007–08   | The Seagull                                                       | Sorin                                 | Stratford nad AvonouBrooklyn Academy of MusicNew London Theatre    |
| 2009–10   | Waiting for Godot                                                 | Estragon                              | Theatre Royal Haymarket Comedy Theatre, Melbourne Fugard Theatre   |
| 2011      | The Syndicate                                                     | Don Antonio                           | Chichester Festival Theatre                                        |
| 2013–14   | Waiting for Godot / Země nikoho                                   | Estragon / Spooner                    | Cort Theatre                                                       |
| 2016      | Země nikoho                                                       | Spooner                               | Wyndham's Theatre                                                  |
| 2016 -19  | Vymítač ďábla (hlas)                                              | Démon (hlas)                          | Birmingham Repertory Theatre Phoenix Theatre London Britské turné  |
| 2017      | Shakespeare, Tolkien, Others and You                              | Sám sebe                              | Park Theatre                                                       |
| 2017–2018 | King Lear                                                         | Lear                                  | Chichester Festival Theatre Duke of York's Theatre                 |
| 2019      | Ian McKellen on Stage'- With Tolkien, Shakespeare, Others and You | Sám sebe                              | Britské turné Harold Pinter Theatre Hudson Theatre                 |

### Videohry
| Rok  | Název                                              | Role           | Poznámky |
| ---- | -------------------------------------------------- | -------------- | -------- |
| 2002 | Pán prstenů: Dvě věže                              | Gandalf (hlas) |          |
| 2003 | Pán prstenů: Návrat krále                          | Gandalf (hlas) |          |
| 2004 | The Lord of the Rings: The Third Age               | Gandalf (hlas) |          |
| 2004 | The Lord of the Rings: The Battle for Middle-earth | Gandalf (hlas) |          |

### Hudební videa
| Rok  | Umělec        | Název skladby       |
| ---- | ------------- | ------------------- |
| 1988 | Pet Shop Boys | „Heart“             |
| 2014 | George Ezra   | „Listen to the Man“ |